# 小桑特
小桑特（法語：Petite-Synthe，法語發音：[pətit sɛ̃t]）是法国北部省的一个旧市镇，与大桑特相邻。小桑特原为独立市镇，后于1972年与市镇罗桑达勒并入敦刻尔克。

## 地理
小桑特（51°1'23"N, 2°21'10"E）位于法国上法蘭西大區北部省，该省份为法国最北部的省份及最长的省份，西北濒北海，西接加来海峡省，南至埃纳省和索姆省，东与比利时接壤。
小桑特的时区为UTC+01:00、UTC+02:00（夏令时）。

## 行政
小桑特的邮政编码为59640，INSEE市镇编码为59460。

## 人口
小桑特于2010年时的人口数量为15911人。